# Hetes, Somogy
Hetes  este un sat în districtul Kaposvár, județul Somogy, Ungaria, având o populație de 1.172 de locuitori (2011). 

## Demografie
Componența etnică a satului Hetes
     Maghiari (97,91%)
     Necunoscut (0,52%)
     Alții (1,56%)
Componența confesională a satului Hetes
     Romano-catolici (42,66%)
     Reformați (10,84%)
     Fără religie (9,73%)
     Necunoscută (35,92%)
     Atei (0,85%)
     Alte religii (2,73%)
Conform recensământului din 2011, satul Hetes avea 1.172 de locuitori. Din punct de vedere etnic, majoritatea locuitorilor (97,91%) erau maghiari. Apartenența etnică nu este cunoscută în cazul a 0,52% din locuitori. Nu există o religie majoritară, locuitorii fiind romano-catolici (42,66%), reformați (10,84%) și persoane fără religie (9,73%). Pentru 35,92% din locuitori nu este cunoscută apartenența confesională.